# Geórgios Psychoundákis
Geórgios Psychoundákis ou George Psychoundakis, en grec moderne : Γεώργιος Ψυχουντάκης, (3 novembre 1920-29 janvier 2006), est un partisan grec de la résistance crétoise pendant l'occupation, durant la Seconde Guerre mondiale.
Après l'invasion allemande, entre 1941 et 1945, il sert de chef d'expédition, pour les opérations du Special Operations Executive (SOE), en Crète, dans le cadre de la résistance crétoise. Pendant les années d'après-guerre, il est d'abord emprisonné par erreur en tant que déserteur. Durant son incarcération, il écrit ses mémoires de guerre, qui sont publiées sous le titre The Cretan Runner: His Story of the German Occupation (en français : Le coureur crétois). Plus tard, il traduit les principaux textes classiques grecs dans le dialecte crétois.
Avant la guerre, il avait été berger , puis après la guerre, charbonnier, et plus tard gardien d'un cimetière militaire allemand, en Crète. 

## Biographie

### Jeunesse
Geórgios Psychoundákis est né à Así Goniá (en grec moderne : Ασή Γωνιά, un village de quelques centaines de personnes, situé dans la vallée de Mouselas, dans l'ouest de la Crète. Le village n'est pas desservi par une route jusqu'aux années 1950. Il est l'avant-dernier fils de Nicolas et Angeliké, l'une des familles les plus pauvres du village. Ils vivent dans une maison d'une pièce avec un sol en terre battue. Après un minimum de scolarité à l'école du village, il devient berger, s'occupant des quelques moutons et chèvres de sa famille. Il développe une connaissance intime de sa partie de l'île.
Pendant la Seconde Guerre mondiale, les gens utilisent les grottes pour y vivre et y stocker des armes. Ils empruntent les chemins de chèvre pour transporter des messages, des marchandises et des personnes. La Crète a une tradition de résistance à la domination des étrangers ; l'île a, environ 40 ans auparavant, en 1898, obtenu son indépendance de l'Empire ottoman. De nombreuses insurrections pendant la longue occupation, ainsi que le terrain montagneux, ont contribué à maintenir une indépendance de caractère et une volonté de porter et d'utiliser des armes.

### Service en temps de guerre
Comme une invasion nazie aéroportée commence le 20 mai 1941, Psychoundákis se rend immédiatement dans la ville la plus proche, à Episkopí, Réthymnon, à environ 15 km de là. Il participe à une résistance, mal armée, face à l'invasion. Les Crétois cachent plusieurs centaines de soldats britanniques et alliés laissés derrière eux, et la résistance organise leur mouvement vers la côte sud. De là, les Britanniques partent en Égypte. Geórgios Psychoundákis aide à guider les groupes de village en village. A l'automne 1941, le SOE commence à s'organiser avec des officiers de liaison britanniques sur l'île, dont Patrick Leigh Fermor. Il arrive clandestinement, par mer, en juillet 1942.
Les Britanniques forment un grand nombre de cellules isolées, dispersées dans les montagnes, avec de bonnes communications, grâce à des coureurs, entre elles. L'un de ces coureurs est Geórgios Psychoundákis, pour Fermor, transmettant les messages entre les groupes de résistance et guidant les éléments qui ne connaissent pas le territoire. La description de Psychoundákis, par Leigh Fermor, incarne la résistance crétoise : 

« ... Le messager de Dick Barne, à son arrivée, s'est avéré être George Psychoundakis, qui avait d'abord été le guide et le coureur de Xan Fielding pendant longtemps, puis le mien lorsque j'avais pris en charge la région de Xan, dans l'ouest, pendant plusieurs mois. Ce jeune homme, qui ressemblait à Kim, était un grand favori de tous, pour son humour, sa bonne humeur, son courage, son imagination et surtout pour l'infatigable zèle avec lequel il se lançait dans cette tâche. Si quelqu'un pouvait mettre une ceinture autour de la Crète en quarante minutes, il le pourrait. George, qui était un garçon de berger d'Asi Gonia, a écrit plus tard sur l'occupation et le mouvement de résistance. Je l'ai traduit de son manuscrit et il a été publié, sous le titre The Cretan Runner.... »

Dans l'introduction du livre de Psychoundákis, il écrit :

« Quand la lune s'est levée, il s'est levé et s'est jeté une dernière gorgée de raki dans la gorge avec les mots "Une autre goutte d'essence pour le moteur", et s'est dirigé vers le trou dans les buissons avec la furtivité d'un Mohican ou d'un Groucho Marx de scène. Il se retourna alors qu'il était à quatre pattes à la sortie, roula les yeux, leva l'index de façon présomptueuse, murmura "le service de renseignement" et se faufila comme un lapin. Quelques minutes plus tard, nous pouvions voir sa petite silhouette à un kilomètre de là, traverser le prochain pli éclairé par la lune des contreforts des Montagnes Blanches, en route pour un nouveau voyage de cinquante miles. »

Les coureurs crétois ont réalisé des exploits exceptionnels et ont apporté une contribution essentielle aux opérations britanniques, en Méditerranée. En 490 av. J.-C., Phidippidès a couru 42 km à partir de la bataille de Marathon pour raconter la victoire sur les Perses, et il est mort juste après avoir délivré son message. En comparaison, Psychoundákis a couru de Kastelli-Kissamou, sur la côte nord-ouest de la Crète, à Paleóchora, sur la côte sud-ouest, en une nuit.
Les combattants de la résistance ont dû faire face à des étés crétois et des hivers très froids, en particulier dans les collines. La nourriture était souvent insuffisante et les combattants souffraient de se cacher dans des grottes froides et dégoulinantes, avec de la neige épaisse à l'extérieur. Les combattants de l'île n'ont jamais été mis à l'épreuve ; ils avaient espéré que la Crète puisse être un point de départ pour l'invasion du sud de l'Europe. L'île est libérée en 1945. Les Britanniques ont proposé à Psychoundákis de le payer pour son travail, mais il a refusé. Il a dit qu'il avait travaillé pour son pays et non pour de l'argent. 

### Vie d'après-guerre
Après la libération, Psychoundákis est arrêté en tant que déserteur et est emprisonné, durant 16 mois, bien qu'il ait été honoré par les Britanniques, avec la médaille de l'Empire britannique et 200 £ pour récompense pour ses services pendant la guerre. Pendant son incarcération, il écrit ses souvenirs de service, dans le SOE et le mouvement de résistance crétois. Son ancien supérieur, Patrick Leigh Fermor, devenu Sir Patrick, découvre sa situation par accident et réussit à obtenir sa libération, en dissipant le malentendu. 
Après avoir lu son manuscrit, Leigh Fermor le traduit en anglais et contribue à sa publication sous le titre The Cretan Runner en 1955. Le livre a depuis été traduit dans plusieurs langues européennes. Après sa libération de prison, Psychoundákis est d'abord contraint de combattre pendant la guerre civile. Il travaille ensuite comme charbonnier dans les montagnes crétoises pour subvenir aux besoins de sa famille, jusqu'à la publication de son livre. Pendant cette période, il écrit le livre Αετοφωλιές στην Κρήτη: Λαογραφία της Ασή-Γωνιάς (en français : Nids d'aigle en Crète: folklore d'Asi-Gonia), qui traite de la vie et des coutumes des montagnards dans les villages proches de sa maison d'Así Goniá. Ce livre est traduit en anglais par le Dr Barrie Machin, anthropologue social, qui a travaillé avec Geórgios Psychoundákis, en 1967 et 1968, sur une étude anthropologique d'Así Goniá. Barrie est revenu à de nombreuses reprises pour travailler avec Geórgios, et ils sont devenus des amis très proches. Machin a réalisé une vidéo basée sur ses recherches, anglais : Warriors and Maidens : Gender Relations in a Cretan Mountain Village (1988). Psychoundákis était un anthropologue naturel ainsi qu'un écrivain doué, doté d'une mémoire phénoménale. Sa pauvreté était si grande qu'il ne pouvait même pas s'offrir un stylo et du papier. En 1968, Barrie lui laisse une énorme pile de cartes et de stylos pour qu'il puisse écrire. Il commence sa traduction de l'Iliade cette année-là. 
Psychoundákis a apporté une contribution considérable à la culture crétoise. Il a appris une grande partie de la tradition crétoise de la poésie orale et a également écrit. Psychoundákis a traduit les œuvres d'Homère, l'Iliade et l'Odyssée, du grec ancien en dialecte crétois. Pour cela, il a été honoré par l'Académie d'Athènes.
De 1974 jusqu'à sa retraite, Psychoundákis, ainsi qu'un autre combattant de la résistance grecque, Manólis Paterákis, ont été les gardiens du cimetière de guerre allemand sur la colline 107 au-dessus de Máleme. Geórgios Psychoundákis a enterré Bruno Bräuer lorsque la dépouille de ce dernier a été déplacée vers ce nouveau cimetière militaire en Crète créé en 1974.

## Œuvres
- (en) Geórgios Psychoundákis, The Cretan Runner : His Story of the German Occupation (ISBN 0-7195-3475-5).
- (el) Geórgios Psychoundákis, Ομήρου Ιλιάδα [« Homère Iliade »], Héraklion, Publications universitaires de Crète,‎ 2003 (ISBN 978-960-7309-92-1).
- (el) Geórgios Psychoundákis, Ομήρου Οδύσσεια [« Homère Odyssée »], Héraklion, Publications universitaires de Crète,‎ 2003 (ISBN 978-960-524-020-2).
- (el) Geórgios Psychoundákis, Αετοφωλιές στην Κρήτη: Λαογραφία της Ασή-Γωνιάς [« Nids d'aigle en Crète: folklore d'Asi-Gonia »], La Canée, Entreprise culturelle municipale de La Canée,‎ 1999.